# تپه قلعه کهنه بوشکان
تپه قلعه کهنه بوشکان در شهرستان دشتستان، بخش بوشکان، دهستان بوشکان، روستای بوشکان واقع شده و این اثر در تاریخ ۸ بهمن ۱۳۸۵ با شمارهٔ ثبت ۱۷۰۶۷ به‌عنوان یکی از آثار ملی ایران به ثبت رسیده است.